# Szczerców (gromada)
Szczerców – dawna gromada, czyli najmniejsza jednostka podziału terytorialnego Polskiej Rzeczypospolitej Ludowej w latach 1954–1972.
Gromady, z gromadzkimi radami narodowymi (GRN) jako organami władzy najniższego stopnia na wsi, funkcjonowały od reformy reorganizującej administrację wiejską przeprowadzonej jesienią 1954 do momentu ich zniesienia z dniem 1 stycznia 1973, tym samym wypierając organizację gminną w latach 1954–1972.
Gromadę Szczerców siedzibą GRN w Szczercowie utworzono – jako jedną z 8759 gromad na obszarze Polski – w powiecie łaskim w woj. łódzkim, na mocy uchwały nr 31/54 WRN w Łodzi z dnia 4 października 1954. W skład jednostki wszedł obszar dotychczasowej gromady Szczerców ze zniesionej gminy Szczerców w tymże powiecie. Dla gromady ustalono 27 członków gromadzkiej rady narodowej.
1 stycznia 1958 do gromady Szczerców przyłączono część zniesionej gromady Dzbanki (wieś Borowa, wieś Kościuszki, wieś Polowa, wieś Dzbanki, osada młyńska Dzbanki i przysiółek Krzyżówki) oraz część zniesionej gromady Szczercowska Wieś (wieś Szczercowska Wieś, kolonia Szczercowska Wieś, wieś Rudzisko i osada młyńska Rudzisko).
31 grudnia 1961 do gromady Szczerców przyłączono wieś i kolonię Dubie oraz kolonię Piecówka ze zniesionej gromady Restarzew Cmentarny (powiat łaski), po czym całą gromadę Szczerców włączono do powiatu bełchatowskiego w tymże województwie, gdzie równocześnie przyłączono do niej obszar zniesionej gromady Lubiec (powiat bełchatowski) oraz wieś Bednarze z gromady Kodrań (powiat pajęczański).
Gromada przetrwała do końca 1972 roku, czyli do kolejnej reformy gminnej. 1 stycznia 1973 – tym razem w powiecie bełchatowskim – reaktywowano gminę Szczerców.